# 相羽星良
相羽 星良（あいば せいら、2006年8月19日 - ）は、日本のファッションモデル、女優。東京都出身。スターダストプロモーション第三事業部所属。
劇団ユニットAlways Thankyou及びAlways Loveyou（Always Thankyouの舞台活動外での名称）に所属している。

## 略歴
母の勧めでスターダストプロモーションのオーディションに応募、小学校5年生より同事務所に所属する。
少女劇団いとをかしの事務所内オーディションに合格。2019年7月6日、都内で開催された同劇団のインストアイベントが事務所所属後の初披露の場となった。第11回公演『卒業式はバイバイブーで』で初舞台を踏む。
2020年、スターダストプロモーション制作３部ティーン部門は、少女劇団いとをかしを発展的に解消して劇団「Do It Over」を結成するが、相羽はこの旗揚げメンバー13名に選ばれる。無観客生配信での第1回公演『ちゅうちゅうちゅーーう（血）』に出演した。
『Seventeen』2021年3月号より同誌専属モデルを務める。
2021年4月より、フジテレビの情報番組『めざましテレビ』の『イマドキ』コーナーのリポーター役「イマドキガール」となり、2022年3月までイマドキガールを務めた。
2023年、劇団「Do It Over」は劇団「Always Thankyou」に改称された。相羽は「Do It Over」から引き続いて参加している。

## 人物
- 5人姉妹の次女。小学校3年生ごろ、食物アレルギーの妹のため、鶏卵および牛乳を不使用のクッキーを焼く。それが契機となり、製菓、製パンを趣味とする[1][16]。
- スターダストプロモーションに所属するまでは、菓子製造人を目指していた[17]。同事務所に所属後も部活動がない日は、菓子作りやパン焼きを続け[4]、ブログで作り方や勘どころを発信している[18][19]。
- 舞台『ちゅうちゅうちゅーーう（血）』では、作および演出の木乃江祐希にコメディエンヌを期待される[20][10]。
- Seventeen専属モデルを目指して、腹筋運動100回を日課としていた[21]。
- 「超十代 - ULTRA TEENS FES - 2021」で初めてランウェイを歩む。待機中は、入江美沙希との語らいで、気を落ち着かせた[22][23][24]。

## 出演

### 舞台
- 少女劇団いとをかし 第11回公演「卒業式はバイバイブーで」（2019年8月30日-9月1日、川崎市アートセンターアルテリオ小劇場）[5][6]
- 劇団Do It Over 第1回公演「ちゅうちゅうちゅーーう（血）」（2020年8月29日・30日、川崎市アートセンターアルテリオ小劇場）[10]

### ランウェイ
- Rakuten GirlsAward 2023 AUTUMN/WINTER（2023年9月30日、幕張メッセ）[25]

### イベント
- 超十代 - ULTRA TEENS FES - 2021（2021年3月30日、豊洲PIT）[26][24][27]

### ミュージック・ビデオ
- リーガルリリー 「17」（2024年1月17日）[28]

### その他
- リーガルリリー「春が嫌い」ジャケット・アートワーク モデル（2024年2月21日）[29]

## 書籍

### 雑誌
- Seventeen（2021年3月号 - 、集英社） - 専属モデル[30][31][32]